# Ad-Du’ain
Ad-Du’ain (arabisch الضعين, DMG aḍ-Ḍuʿain), Alternativschreibung Ed Daein (auch Ed Dain, ad-Dain, Al Deain oder El Dain), ist die Hauptstadt des 2012 neu geschaffenen sudanesischen Bundesstaates Scharq Darfur.

## Lage
Die Stadt liegt rund 850 km südwestlich von Khartum und rund 150 km südöstlich von Nyala, der Hauptstadt des Bundesstaates Dschanub Darfur entfernt. Ad-Du’ain liegt an der Eisenbahnlinie zwischen den Städten Nyala im Westen und al-Ubayyid im Osten. Der Personenzugverkehr ist eingestellt.

## Bevölkerung
Ad-Du’ain hat 193.464 Einwohner nach einer Berechnung von 2013.
Bevölkerungsentwicklung:
| Jahr              | Einwohner |
| ----------------- | --------- |
| 1973 (Zensus)     | 18.457    |
| 1983 (Zensus)     | 21.666    |
| 1993 (Zensus)     | 73.335    |
| 2012 (Berechnung) | 188.577   |
| 2013 (Berechnung) | 193.464   |

## Geschichte
Die Stadt ist Anlaufpunkt vieler Flüchtlinge im andauernden Konflikt in Darfur. Ende 2007 wurden 50.000 Binnenvertriebene in dem Flüchtlingslager geschätzt. Die WHO unterhält in der Stadt ein Krankenhaus, um den betroffenen Personen zu helfen. Als die Bahnlinie ins südlich gelegene Wau während des Bürgerkrieges in Südsudan noch in Betrieb war, war Ad-Du’ain ein Handelsplatz für Sklaven. Dinka-Kinder wurde hier an arabische Menschenhändler verkauft.
Ad-Du’ain ist durch ein Massaker am 27. März 1987 an Dinka bekannt geworden, die vor dem Sezessionskrieg im Südsudan aus dem Süden hierher geflohen waren. Mehrere hundert Dinka, die meisten waren Frauen und Kinder, wurden von arabischen Baggara-Rizeigat ermordet.